# Bazoges-en-Pareds
Bazoges-en-Pareds är en kommun i departementet Vendée i regionen Pays de la Loire i västra Frankrike. Kommunen ligger i kantonen La Châtaigneraie som tillhör arrondissementet Fontenay-le-Comte. År 2022 hade Bazoges-en-Pareds 1 161 invånare.

## Befolkningsutveckling
Antalet invånare i kommunen Bazoges-en-Pareds
| Referens: INSEE |